# رافائل کلاوس
رافائل کلاوس (پرتغالی: Raphael Claus؛ زادهٔ ۶ سپتامبر ۱۹۷۹) داور فوتبال اهل برزیل است. وی از سال ۲۰۱۰ در لیگ فوتبال برزیل و از سال ۲۰۱۵ در مسابقات بین‌المللی قضاوت میکند.